# Zen Nippon Kendo Renmei
Zen Nihon Kendo Renmei (ZNKR, ang. All Japan Kendo Federation) - powołana 14 października 1952 roku, 22 lutego 1972 roku, decyzją ministerstwa edukacji Japonii, przekształcona w fundację. Celem powołania ZNKR było między innymi: kontrola i zrzeszanie ludzi trenujących Kendo (także Iaidō i Jōdō), promowanie ducha Kendo, organizowanie turniejów i zawodów, prowadzenie seminariów trenerskich.

## Zarząd fundacji
- Takeyasu Yoshimitsu - prezes,
- Kagaya Seiichi, Okubo Kazumasa - wiceprezesi.